# Hebeloma vejlense
Hebeloma vejlense är en svampart som beskrevs av Vesterh. 2005. Hebeloma vejlense ingår i släktet fränskivlingar och familjen Strophariaceae.   Inga underarter finns listade i Catalogue of Life.